# 市区町村立病院
市区町村立病院（しくちょうそんりつびょういん）では、日本の公立病院のうち、市区町村および市区町村が組織する一部事務組合や広域連合が運営する施設の一覧を示す。

## 北海道
- 札幌市
  - 市立札幌病院（中央区）
- 函館市
  - 市立函館病院
  - 市立函館恵山病院
  - 市立函館南茅部病院
- 小樽市
  - 小樽市立病院
- 旭川市
  - 市立旭川病院
- 室蘭市
  - 市立室蘭総合病院
- 釧路市
  - 市立釧路総合病院
- 岩見沢市
  - 岩見沢市立総合病院
  - 岩見沢市立栗沢病院
- 留萌市
  - 留萌市立病院
- 苫小牧市
  - 苫小牧市立病院
- 稚内市
  - 市立稚内病院
  - 市立稚内こまどり病院
- 美唄市
  - 市立美唄病院
- 芦別市
  - 市立芦別病院
- 江別市
  - 江別市立病院
- 赤平市
  - あかびら市立病院
- 士別市
  - 士別市立病院
- 名寄市
  - 名寄市立総合病院
- 三笠市
  - 市立三笠総合病院
- 根室市
  - 市立根室病院
- 千歳市
  - 市立千歳市民病院
- 滝川市
  - 滝川市立病院
- 砂川市
  - 砂川市立病院
- 歌志内市
  - 歌志内市立病院
- 深川市
  - 深川市立病院
- 松前町
  - 松前町立松前病院
- 木古内町
  - 木古内町国民健康保険病院
- 森町
  - 森町国民健康保険病院
- 八雲町
  - 八雲総合病院
  - 八雲町熊石国民健康保険病院
- 長万部町
  - 長万部町立病院
- 厚沢部町
  - 厚沢部町国民健康保険病院
- 乙部町
  - 乙部町国保病院
- 奥尻町
  - 奥尻町国民健康保険病院
- 今金町
  - 今金町国保病院
- せたな町
  - せたな町立国保病院
- 黒松内町
  - 黒松内町国保病院
- 南幌町
  - 国保南幌町立病院
- 奈井江町
  - 奈井江町立国保病院
- 由仁町
  - 由仁町立病院
- 長沼町
  - 町立長沼病院
- 月形町
  - 国保月形町立病院
- 幌加内町
  - 幌加内町国保病院
- 美瑛町
  - 美瑛町立病院
- 上富良野町
  - 上富良野町立病院
- 中富良野町
  - 国保中富良野町立病院
- 和寒町
  - 国保町立和寒病院
- 下川町
  - 町立下川病院
- 遠別町
  - 遠別町立国保病院
- 天塩町
  - 天塩町立国民健康保険病院
- 猿払村
  - 猿払村国保病院
- 浜頓別町
  - 浜頓別町国民健康保険病院
- 中頓別町
  - 中頓別町国民健康保険病院
- 枝幸町
  - 枝幸町国民健康保険病院
- 豊富町
  - 豊富町国保病院
- 美幌町
  - 美幌町立国保病院
- 斜里町
  - 斜里町国保病院
- 滝上町
  - 滝上町国保病院
- 興部町
  - 興部町国保病院
- 雄武町
  - 雄武町国保病院
- 豊浦町
  - 豊浦町国保病院
- 白老町
  - 白老町立国保病院
- 日高町
  - 日高町立門別国民健康保険病院
- 平取町
  - 平取町国民健康保険病院
- 新ひだか町
  - 新ひだか町立静内病院
  - 新ひだか町立三石国民健康保険病院
- 士幌町
  - 士幌町国保病院
- 鹿追町
  - 鹿追町国民健康保険病院
- 芽室町
  - 公立芽室病院
- 大樹町
  - 大樹町立国保病院
- 広尾町
  - 広尾町国民健康保険病院
- 本別町
  - 本別町国保病院
- 足寄町
  - 足寄町国保病院
- 厚岸町
  - 町立厚岸病院
- 標茶町
  - 標茶町立病院
- 別海町
  - 町立別海病院
- 中標津町
  - 町立中標津病院
- 標津町
  - 標津町国民健康保険標津病院
- 広域紋別病院企業団
  - 広域紋別病院（紋別市）
- 利尻島国民健康保険病院組合
  - 利尻島国保中央病院（利尻町）

## 東北地方
青森県
- 青森市
  - 青森市立浪岡病院
  - 青森市民病院
- 八戸市
  - 八戸市立市民病院
- 黒石市
  - 黒石市国民健康保険黒石病院
- 十和田市
  - 十和田市立中央病院
- 三沢市
  - 三沢市立三沢病院
- 平内町
  - 平内町国民健康保険平内中央病院
- 外ヶ浜町
  - 外ヶ浜町国民健康保険外ヶ浜中央病院
- 大鰐町
  - 大鰐町立大鰐病院
- 板柳町
  - 板柳町立国民健康保険板柳中央病院
- 六戸町
  - 六戸町国民健康保険病院
- おいらせ町
  - 国民健康保険おいらせ病院
- 三戸町
  - 三戸町国民健康保険三戸中央病院
- 五戸町
  - 国民健康保険五戸総合病院
- 南部町
  - 国民健康保険南部町医療センター
- 北部上北広域事務組合
  - 公立野辺地病院
- 中部上北広域事業組合
  - 公立七戸病院
- つがる西北五広域連合
  - つがる総合病院（五所川原市）
  - かなぎ病院（五所川原市）
  - 鰺ヶ沢病院（鰺ヶ沢町）
- 一部事務組合下北医療センター
  - むつ総合病院（むつ市）
  - 国民健康保険大間病院（大間町）

岩手県
- 盛岡市
  - 盛岡市立病院
- 八幡平市
  - 八幡平市国民健康保険西根病院
- 奥州市
  - 奥州市総合水沢病院
  - 奥州市国民健康保険まごころ病院
- 葛巻町
  - 国民健康保険葛巻病院
- 西和賀町
  - 町立西和賀さわうち病院
- 一関市
  - 一関市国民健康保険藤沢病院
- 洋野町
  - 洋野町国民健康保険種市病院

宮城県
- 仙台市
  - 仙台市立病院（太白区）
- 気仙沼市
  - 気仙沼市立病院
  - 気仙沼市立本吉病院
- 石巻市
  - 石巻市立病院
  - 石巻市立牡鹿病院
- 塩竈市
  - 塩竈市立病院
- 登米市
  - 登米市立登米市民病院
  - 登米市立米谷病院
  - 登米市立豊里病院
- 栗原市
  - 栗原市立栗原中央病院
  - 栗原市立若柳病院
  - 栗原市立栗駒病院
- 大崎市
  - 大崎市民病院
  - 大崎市民病院鳴子温泉分院
  - 大崎市民病院岩出山分院
  - 大崎市民病院鹿島台分院
- 蔵王町
  - 蔵王町国民健康保険蔵王病院
- 川崎町
  - 国民健康保険川崎病院
- 丸森町
  - 丸森町国民健康保険丸森病院
- 涌谷町
  - 涌谷町国民健康保険病院
- 美里町
  - 美里町立南郷病院
- 南三陸町
  - 南三陸病院
- 白石市外二町組合
  - 公立刈田綜合病院
- 加美郡保健医療福祉行政事務組合
  - 公立加美病院
- 大河原町外1市2町保健医療組合
  - みやぎ県南中核病院

秋田県
- 横手市
  - 市立横手病院
  - 市立大森病院
- 大館市
  - 大館市立総合病院
  - 大館市立扇田病院
- 大仙市
  - 大仙市立大曲病院
- 仙北市
  - 市立角館総合病院
  - 市立田沢湖病院
- 男鹿市
  - 男鹿みなと市民病院
- 羽後町
  - 羽後町立羽後病院

山形県
- 山形市
  - 山形市立病院済生館
- 米沢市
  - 米沢市立病院
- 鶴岡市
  - 鶴岡市立荘内病院
- 寒河江市
  - 寒河江市立病院
- 天童市
  - 天童市民病院
- 西川町
  - 西川町立病院
- 朝日町
  - 朝日町立病院
- 最上町
  - 最上町立最上病院
- 真室川町
  - 町立真室川病院
- 高畠町
  - 公立高畠病院
- 小国町
  - 小国町立病院
- 白鷹町
  - 白鷹町立病院
- 北村山公立病院組合
  - 北村山公立病院
- 置賜広域病院組合
  - 公立置賜総合病院（川西町）
  - 公立置賜長井病院（長井市）
  - 公立置賜南陽病院（南陽市）

福島県
- いわき市
  - いわき市医療センター
- 南相馬市
  - 南相馬市立総合病院
  - 南相馬市立小高病院
- 公立藤田病院組合
  - 公立藤田総合病院（国見町）
- 公立岩瀬病院企業団
  - 公立岩瀬病院（須賀川市）
- 公立小野町地方綜合病院組合
  - 公立小野町地方綜合病院
- 相馬方部衛生組合
  - 公立相馬総合病院

## 関東地方
茨城県
- 北茨城市
  - 北茨城市民病院
- 笠間市
  - 笠間市立病院

栃木県
- 南那須地区広域行政事務組合
  - 那須南病院（那須烏山市）

群馬県
- 伊勢崎市
  - 伊勢崎市民病院
- 安中市
  - 公立碓氷病院
- 藤岡市
  - 藤岡市国民健康保険鬼石病院
- 桐生地域医療組合
  - 桐生厚生総合病院
- 多野藤岡医療事務市町村組合
  - 公立藤岡総合病院 （藤岡市）
- 邑楽館林医療事務組合
  - 館林厚生病院（館林市）
- 冨岡地域医療事務組合
  - 公立富岡総合病院（富岡市）
  - 公立七日市病院（富岡市）
- 下仁田南牧医療事務組合
  - 下仁田厚生病院

埼玉県
- さいたま市
  - さいたま市立病院（緑区）
- 川口市
  - 川口市立医療センター
- 所沢市
  - 所沢市市民医療センター
- 秩父市
  - 秩父市立病院
- 東松山市
  - 東松山市立市民病院
- 春日部市
  - 春日部市立医療センター
- 越谷市
  - 越谷市立病院
- 草加市
  - 草加市立病院
- 蕨市
  - 蕨市立病院
- 小鹿野町
  - 国民健康保険町立小鹿野中央病院

千葉県
- 千葉市
  - 千葉市立青葉病院（中央区）
  - 千葉市立海浜病院（美浜区）
- 船橋市
  - 船橋市立医療センター
- 松戸市
  - 松戸市立総合医療センター
  - 松戸市立福祉医療センター東松戸病院
- 鴨川市
  - 鴨川市立国保病院
- 南房総市
  - 南房総市立富山国保病院
- 匝瑳市
  - 国保匝瑳市民病院
- 大網白里市
  - 大網白里市立国保大網病院
- 香取市
  - 香取おみがわ医療センター
- 多古町
  - 国保多古中央病院
- 東庄町
  - 東庄町国民健康保険東庄病院
- 横芝光町
  - 東陽病院
- 君津中央病院企業団
  - 君津中央病院（木更津市）
  - 君津中央病院大佐和分院（富津市）
- 香取市東庄町病院組合
  - 国保小見川総合病院（香取市）
- 国保国吉病院組合
  - いすみ医療センター（いすみ市）
- 長生郡市広域市町村圏組合
  - 公立長生病院（茂原市）

東京都
- 青梅市
  - 青梅市立総合病院
- 町田市
  - 町田市民病院
- 日野市
  - 日野市立病院
- 稲城市
  - 稲城市立病院
- 奥多摩町
  - 奥多摩町国民健康保険奥多摩病院
- 八丈町
  - 国民健康保険町立八丈病院
- 阿伎留病院組合
  - 公立阿伎留医療センター（あきる野市）
- 昭和病院組合
  - 公立昭和病院（小平市）
- 福生病院組合
  - 公立福生病院（福生市）

神奈川県
- 横浜市
  - 横浜市立市民病院（神奈川区）
  - 横浜市立脳卒中・神経脊椎センター（磯子区）

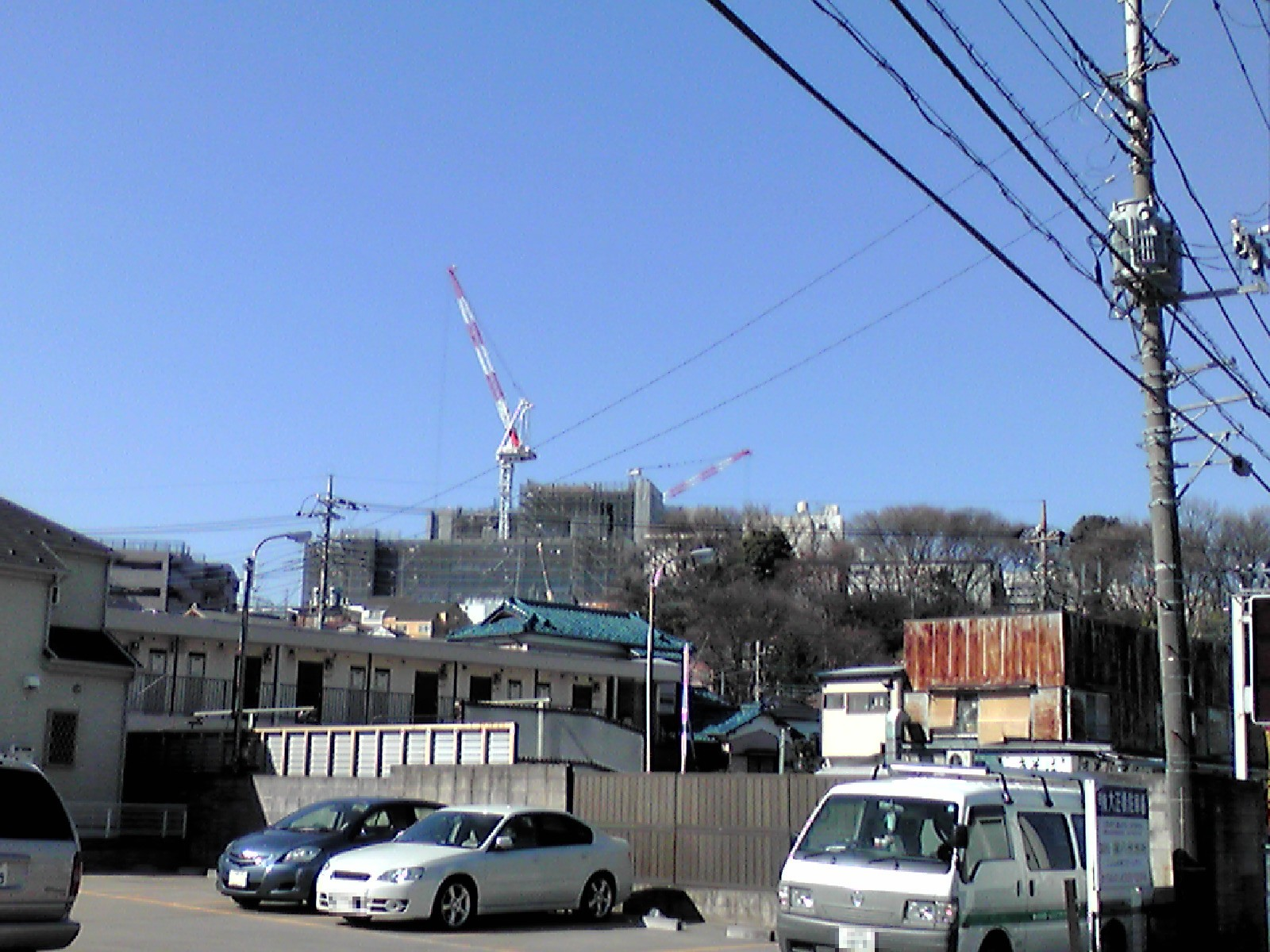
井田病院（川崎市）

- 川崎市井田病院（川崎市）
  - 川崎市立川崎病院（川崎区）
  - 川崎市立井田病院（中原区）
- 平塚市
  - 平塚市民病院
- 藤沢市
  - 藤沢市民病院
- 小田原市
  - 小田原市立病院
- 茅ヶ崎市
  - 茅ヶ崎市立病院
- 三浦市
  - 三浦市立病院
- 厚木市
  - 厚木市立病院
- 大和市
  - 大和市立病院

## 中部地方
新潟県
- 新潟市
  - 新潟市民病院（中央区）
- 見附市
  - 見附市立病院
- 佐渡市
  - 佐渡市立両津病院
  - 佐渡市立相川病院
- 南魚沼市
  - 南魚沼市立ゆきぐに大和病院
  - 南魚沼市民病院
- 津南町
  - 町立津南病院

富山県
- 富山市
  - 富山市立富山市民病院
- 高岡市
  - 高岡市民病院
- 射水市
  - 射水市民病院
- 黒部市
  - 黒部市民病院
- 砺波市
  - 市立砺波総合病院
- 南砺市
  - 南砺市民病院
  - 公立南砺中央病院
- 朝日町
  - あさひ総合病院
- 上市町
  - かみいち総合病院

石川県
- 金沢市
  - 金沢市立病院
- 小松市
  - 国民健康保険小松市民病院
- 輪島市
  - 市立輪島病院
- 珠洲市
  - 珠洲市総合病院
- 七尾市
  - 公立能登総合病院
- 加賀市
  - 加賀市医療センター
- 能美市
  - 国民健康保険能美市立病院
- 津幡町
  - 津幡町国民健康保険直営河北中央病院
- 志賀町
  - 町立富来病院
- 宝達志水町
  - 町立宝達志水病院
- 穴水町
  - 公立穴水総合病院
- 能登町
  - 公立宇出津総合病院
- 羽咋郡市広域圏事務組合
  - 公立羽咋病院
- 白山石川医療企業団
  - 公立松任石川中央病院（白山市）
  - 公立つるぎ病院（白山市）

福井県
- 敦賀市
  - 市立敦賀病院
- 坂井市
  - 坂井市立三国病院
- 公立小浜病院組合
  - 杉田玄白記念公立小浜病院（小浜市）
  - レイクヒルズ美方病院（若狭町）

山梨県
- 甲府市
  - 市立甲府病院
- 富士吉田市
  - 国民健康保険富士吉田市立病院
- 都留市
  - 都留市立病院
- 大月市
  - 大月市立中央病院
- 韮崎市
  - 韮崎市国民健康保険韮崎市立病院
- 北杜市
  - 北杜市立甲陽病院
  - 北杜市立塩川病院
- 身延町早川町国民健康保険病院一部事務組合
  - 身延町早川町国民健康保険病院一部事務組合立飯富病院（身延町）
- 峡南医療センター企業団
  - 峡南医療センター市川三郷病院（市川三郷町）
  - 峡南医療センター富士川病院（富士川町）

長野県
- 松本市
  - 松本市立病院
- 岡谷市
  - 岡谷市民病院
- 飯田市
  - 飯田市立病院
- 大町市
  - 市立大町総合病院
- 佐久市
  - 佐久市立国保浅間総合病院
- 東御市
  - 東御市民病院
- 軽井沢町
  - 軽井沢町国民健康保険軽井沢病院
- 佐久穂町
  - 佐久穂町立千曲病院
- 信濃町
  - 信濃町立信越病院
- 辰野町
  - 町立辰野病院
- 飯綱町
  - 飯綱町立飯綱病院
- 伊那中央行政組合
  - 伊那中央病院（伊那市）
- 伊南行政組合
  - 伊南行政組合昭和伊南総合病院（駒ヶ根市）
- 諏訪中央病院組合
  - 組合立諏訪中央病院（茅野市）
- 依田窪医療福祉事務組合
  - 国民健康保険依田窪病院（長和町）

岐阜県
- 岐阜市
  - 岐阜市民病院
- 大垣市
  - 大垣市民病院
- 中津川市
  - 総合病院中津川市民病院
  - 国民健康保険坂下病院
- 美濃市
  - 美濃市立美濃病院
- 羽島市
  - 羽島市民病院
- 恵那市
  - 国民健康保険上矢作病院
- 土岐市
  - 土岐市立総合病院
- 飛騨市
  - 国民健康保険飛騨市民病院
- 郡上市
  - 郡上市民病院
  - 県北西部地域医療センター国保白鳥病院
- 下呂市
  - 下呂市立金山病院
- 関ケ原町
  - 国民健康保険関ケ原病院

静岡県
- 静岡市
  - 静岡市立清水病院（清水区）
  - 静岡市立静岡病院（葵区）
- 浜松市

  - 浜松市国民健康保険佐久間病院（天竜区）
- 沼津市
  - 沼津市立病院
- 富士宮市
  - 富士宮市立病院
- 島田市
  - 市立島田市民病院
- 富士市
  - 富士市立中央病院
- 磐田市
  - 磐田市立総合病院
- 焼津市
  - 焼津市立総合病院
- 藤枝市
  - 藤枝市立総合病院
- 湖西市
  - 市立湖西病院
- 御前崎市
  - 市立御前崎総合病院
- 菊川市
  - 菊川市立総合病院
- 森町
  - 公立森町病院
- 共立蒲原総合病院組合
  - 共立蒲原総合病院（富士市）
- 掛川市・袋井市病院企業団
  - 掛川市・袋井市病院企業団立中東遠総合医療センター（掛川市）- 掛川市立総合病院・袋井市立袋井市民病院の統廃合により2013年5月開院。

愛知県
- 小牧市
  - 小牧市民病院
- 稲沢市
  - 稲沢市民病院
- 一宮市
  - 一宮市立市民病院
  - 一宮市立木曽川市民病院
- 春日井市
  - 春日井市民病院
- 津島市
  - 津島市民病院
- 岡崎市
  - 岡崎市民病院
- 豊橋市
  - 豊橋市民病院
- 豊川市
  - 豊川市民病院
- 蒲郡市
  - 蒲郡市民病院
- 西尾市
  - 西尾市民病院
- 碧南市
  - 碧南市民病院
- 新城市
  - 新城市民病院
- 西知多医療厚生組合
  - 西知多総合病院（東海市）
- みよし市
  - みよし市民病院
- あま市
  - あま市民病院
- 公立陶生病院組合
  - 公立陶生病院（瀬戸市）

## 近畿地方
三重県
- 四日市市
  - 市立四日市病院
- 伊勢市
  - 市立伊勢総合病院
- 松阪市
  - 松阪市民病院
- 名張市
  - 名張市立病院
- 尾鷲市
  - 尾鷲総合病院
- 亀山市
  - 亀山市立医療センター
- 志摩市
  - 国民健康保険志摩市民病院
- 伊賀市
  - 伊賀市立上野総合市民病院
- 玉城町
  - 玉城町国民健康保険玉城病院
- 南伊勢町
  - 町立南伊勢病院
- 紀南病院組合
  - 紀南病院組合立紀南病院（御浜町）

滋賀県
- 彦根市
  - 彦根市立病院
- 長浜市
  - 市立長浜病院
  - 長浜市立湖北病院
- 近江八幡市
  - 近江八幡市立総合医療センター
- 守山市
  - 守山市民病院
- 甲賀市
  - 甲賀市立信楽中央病院
- 高島市
  - 高島市民病院
- 公立甲賀病院組合
  - 公立甲賀病院

京都府
- 福知山市
  - 市立福知山市民病院
- 舞鶴市
  - 市立舞鶴市民病院
- 亀岡市
  - 亀岡市立病院
- 京丹後市
  - 京丹後市立弥栄病院
  - 京丹後市立久美浜病院
- 京丹波町
  - 国保京丹波町病院
- 国民健康保険南丹病院組合
  - 京都中部総合医療センター（南丹市）
- 国民健康保険山城病院組合
  - 京都山城総合医療センター（木津川市）

大阪府
- 大阪市
  - 大阪市立弘済院附属病院（吹田市）
- 豊中市
  - 市立豊中病院
- 池田市
  - 市立池田病院
- 箕面市
  - 箕面市立病院
- 枚方市
  - 市立ひらかた病院
- 東大阪市
  - 市立東大阪医療センター
- 八尾市
  - 八尾市立病院
- 柏原市
  - 市立柏原病院
- 藤井寺市
  - 市立藤井寺市民病院
- 岸和田市
  - 市立岸和田市民病院
- 泉大津市
  - 泉大津市立病院
- 貝塚市
  - 市立貝塚病院

兵庫県
- 西宮市
  - 西宮市立中央病院
- 芦屋市
  - 市立芦屋病院
- 伊丹市
  - 市立伊丹病院
- 相生市
  - 相生市民病院
- 赤穂市
  - 赤穂市民病院
- 西脇市
  - 西脇市立西脇病院
- 宝塚市
  - 宝塚市立病院
- 高砂市
  - 高砂市民病院
- 川西市
  - 市立川西病院
- 三田市
  - 三田市民病院
- 加西市
  - 市立加西病院
- 宍粟市
  - 公立宍粟総合病院
- 加東市
  - 加東市民病院
- たつの市
  - たつの市民病院
- 神河町
  - 公立神崎総合病院
- 香美町
  - 公立香住病院
- 新温泉町
  - 公立浜坂病院
- 北播磨総合医療センター企業団（三木市・小野市）
  - 北播磨総合医療センター
- 公立豊岡病院組合
  - 公立豊岡病院
  - 公立豊岡病院日高医療センター
  - 公立豊岡病院出石医療センター
  - 公立豊岡病院朝来医療センター
- 公立八鹿病院組合
  - 公立八鹿病院（養父市）
  - 公立村岡病院（香美町）

奈良県
- 大和高田市
  - 大和高田市立病院
- 宇陀市
  - 宇陀市立病院
- 南和広域医療企業団 - 奈良県、五條市、吉野町、大淀町、下市町、黒滝村、天川村、野迫川村、十津川村、下北山村、上北山村、川上村及び東吉野村で構成。
  - 南和広域医療企業団南奈良総合医療センター（大淀町）
  - 南和広域医療企業団五條病院（五條市）
  - 南和広域医療企業団吉野病院（吉野町）
- 国保中央病院組合
  - 国保中央病院（田原本町）

和歌山県
- 海南市
  - 海南医療センター
- 橋本市
  - 橋本市民病院
- 有田市
  - 有田市立病院
- 新宮市
  - 新宮市立医療センター
- すさみ町
  - 国保すさみ病院
- 那智勝浦町
  - 那智勝浦町立温泉病院
- 串本町
  - くしもと町立病院
- 国民健康保険野上厚生病院組合
  - 国保野上厚生総合病院（紀美野町）
- 公立那賀病院経営事務組合
  - 公立那賀病院（紀の川市）
- 御坊市外五ヶ町病院経営事務組合
  - 国保日高総合病院（御坊市）
- 公立紀南病院組合
  - 紀南病院（田辺市）
  - 紀南こころの医療センター（田辺市）

## 中国・四国地方
鳥取県
- 鳥取市
  - 鳥取市立病院
- 岩美町
  - 岩美町国民健康保険岩美病院
- 智頭町
  - 国民健康保険智頭病院
- 南部町
  - 南部町国民健康保険西伯病院
- 日南町
  - 日南町国民健康保険日南病院
- 日野病院組合
  - 日野病院組合日野病院（日野町）- 日野町、江府町、伯耆町の一部事務組合（日野病院組合）による設置。

島根県
- 松江市
  - 松江市立病院
- 出雲市
  - 出雲市立総合医療センター
- 大田市
  - 大田市立病院
- 安来市
  - 安来市立病院
- 奥出雲町
  - 町立奥出雲病院
- 飯南町
  - 町立飯南病院
- 雲南市
  - 雲南市立病院
- 邑智郡公立病院組合
  - 公立邑智病院（邑南町）
- 隠岐広域連合
  - 隠岐広域連合立隠岐島前病院（西ノ島町）
  - 隠岐広域連合立隠岐病院（隠岐の島町）

岡山県
- 倉敷市
  - 倉敷市立市民病院
- 玉野市
  - 総合病院玉野市立玉野市民病院
- 笠岡市
  - 笠岡市立市民病院
- 井原市
  - 井原市民病院
- 高梁市
  - 高梁市国民健康保険成羽病院
- 備前市
  - 備前市国民健康保険市立備前病院
  - 備前市国民健康保険市立日生病院
  - 備前市国民健康保険市立吉永病院
- 瀬戸内市
  - 瀬戸内市立瀬戸内市民病院
- 真庭市
  - 湯原温泉病院
- 美作市
  - 美作市立大原病院
- 矢掛町
  - 矢掛町国民健康保険病院
- 鏡野町
  - 鏡野町国民健康保険病院
- 岡山市久米南町組合立国民健康保険病院組合
  - 岡山市久米南町組合立国民健康保険福渡病院（岡山市北区）

広島県
- 呉市
  - 公立下蒲刈病院
- 尾道市
  - 尾道市立市民病院
  - 公立みつぎ総合病院
- 福山市
  - 福山市民病院
- 府中市
  - 府中市立湯が丘病院
- 三次市
  - 市立三次中央病院
- 庄原市
  - 庄原市立西城市民病院
- 安芸太田町
  - 安芸太田病院
- 北広島町
  - 北広島町豊平病院
- 世羅中央病院企業団
  - 公立世羅中央病院（世羅町）

山口県
- 下関市
  - 下関市立豊田中央病院
- 萩市
  - 萩市民病院
- 岩国市
  - 岩国市立錦中央病院
  - 岩国市立美和病院
- 光市
  - 光市立光総合病院
  - 光市立大和総合病院
- 美祢市
  - 美祢市立病院
  - 美祢市立美東病院
- 山陽小野田市
  - 山陽小野田市民病院
- 周防大島町
  - 東和病院
  - 橘医院
  - 大島病院

徳島県
- 徳島市
  - 徳島市民病院
- 三好市
  - 三好市国民健康保険市立三野病院
- 勝浦町
  - 国民健康保険勝浦病院
- 那賀町
  - 那賀町立上那賀病院
- 美波町
  - 美波町国民健康保険美波病院
- 海陽町
  - 海陽町立海南病院
- つるぎ町
  - つるぎ町立半田病院

香川県
- 高松市
  - 高松市立みんなの病院
  - 高松市民病院塩江分院
- 坂出市
  - 坂出市立病院
- 三豊総合病院企業団
  - 三豊総合病院（観音寺市）
- さぬき市
  - さぬき市民病院
- 三豊市
  - 三豊市立永康病院
- 小豆島中央病院企業団
  - 小豆島中央病院（小豆島町）
- 綾川町
  - 綾川町国民健康保険陶病院

愛媛県
- 宇和島市
  - 市立宇和島病院
  - 宇和島市立吉田病院
  - 宇和島市立津島病院
- 八幡浜市
  - 市立八幡浜総合病院
- 大洲市
  - 市立大洲病院
- 西予市
  - 西予市立西予市民病院
  - 西予市立野村病院
- 久万高原町
  - 久万高原町立病院
- 鬼北町
  - 鬼北町立北宇和病院
- 愛南町
  - 愛南町国保一本松病院

高知県
- 高知市
  - 高知医療センター
- 土佐市
  - 土佐市民病院
- 四万十市
  - 四万十市立市民病院
- 本山町
  - 国民健康保険嶺北中央病院
- いの町
  - いの町立国民健康保険仁淀病院
- 佐川町
  - 佐川町立高北国民健康保険病院
- 檮原町
  - 檮原町立国民健康保険檮原病院
- 大月町
  - 大月町国民健康保険大月病院

## 九州地方
福岡県
- 北九州市
  - 北九州市立医療センター（小倉北区）
  - 北九州市立八幡病院（八幡東区）
- 田川市
  - 田川市立病院
- 中間市
  - 中間市立病院
- 小竹町
  - 小竹町立病院
- 糸田町
  - 糸田町立緑ヶ丘病院
- 公立八女総合病院企業団
  - 公立八女総合病院

佐賀県
- 佐賀市
  - 佐賀市立富士大和温泉病院
- 唐津市
  - 唐津市民病院きたはた
- 多久小城医療組合
  - 公立佐賀中央病院
- 伊万里・有田地区医療福祉組合
  - 伊万里有田共立病院（有田町）
- 太良町
  - 町立太良病院

長崎県
- 平戸市
  - 国民健康保険平戸市民病院
  - 生月病院
- 長崎県病院企業団
  - 長崎県精神医療センター（大村市）
  - 長崎県島原病院（島原市）
  - 長崎県五島中央病院（五島市）
  - 長崎県富江病院（五島市）
  - 長崎県上五島病院（新上五島町）
  - 長崎県対馬病院（対馬市）
  - 長崎県上対馬病院（対馬市）
  - 長崎県壱岐病院（壱岐市）

熊本県
- 熊本市
  - 熊本市立熊本市民病院（東区）
  - 熊本市立植木病院（北区）
- 山鹿市
  - 山鹿市民医療センター
- 阿蘇市
  - 阿蘇医療センター
- 荒尾市
  - 荒尾市民病院
- 宇城市
  - 国民健康保険宇城市民病院
- 上天草市
  - 上天草市立上天草総合病院
- 天草市
  - 国民健康保険天草市立河浦病院
  - 国民健康保険天草市立新和病院
  - 天草市立栖本病院
  - 天草市立牛深市民病院
- 八代市
  - 国民健康保険八代市立病院
- 水俣市
  - 国保水俣市立総合医療センター
- 和水町
  - 国民健康保険和水町立病院
- 山都町
  - 山都町立国民健康保険蘇陽病院
- 球磨郡公立多良木病院企業団
  - 球磨郡公立多良木病院（多良木町）
- 小国町外一ヶ町公立病院組合
  - 小国公立病院（小国町）

大分県
- 中津市
  - 中津市民病院
- 杵築市
  - 杵築市立山香病院
- 豊後大野市
  - 豊後大野市民病院
- 国東市
  - 国東市民病院

宮崎県
- 日南市
  - 日南市立中部病院
- 小林市
  - 小林市立病院
- 日向市
  - 日向市立東郷病院
- えびの市
  - えびの市立病院
- 串間市
  - 串間市民病院
- 五ヶ瀬町
  - 五ヶ瀬町国民健康保険病院
- 美郷町
  - 美郷町国民健康保険西郷病院
- 高千穂町
  - 高千穂町国民健康保険病院
- 高原町
  - 国民健康保険高原病院
- 都農町
  - 都農町国民健康保険病院
- 日之影町
  - 日之影町国民健康保険病院
- 椎葉村
  - 椎葉村立国民健康保険病院

鹿児島県
- 鹿児島市
  - 鹿児島市立病院
- 枕崎市
  - 枕崎市立病院
- 出水市
  - 出水総合医療センター
- 南さつま市
  - 南さつま市立坊津病院
- 垂水市
  - 垂水市立医療センター垂水中央病院
- 肝付町
  - 肝付町立病院
- 公立種子島病院組合
  - 公立種子島病院（南種子町）

## 指定管理者制度を導入した病院一覧
（カッコ内は指定管理者、導入年月日）
北海道
- 名寄市
  - 名寄東病院（一般社団法人上川北部医師会）
- むかわ町
  - むかわ町鵡川厚生病院（北海道厚生農業協同組合連合会、2008年）- もともとJA北海道厚生連の病院だったが、2008年にむかわ町に経営を移管し、移管と同時に指定管理者をJA北海道厚生連が受託したもの。
- 池田町
  - 十勝いけだ地域医療センター（公益社団法人地域医療振興協会、2011年10月）

青森県
- 一部事務組合下北医療センター
  - むつリハビリテーション病院（一般社団法人公済会）

宮城県
- 黒川地域行政事務組合
  - 公立黒川病院（公益社団法人地域医療振興協会）

秋田県
- 北秋田市
  - 北秋田市民病院（秋田県厚生農業協同組合連合会、2010年）…JA秋田厚生連運営の病院の廃止と北秋田市・上小阿仁村の組合立病院および北秋田市立の病院の一部機能移転により開院した病院。

山形県
- 鶴岡市
  - 鶴岡市立湯田川温泉リハビリテーション病院（一般社団法人鶴岡地区医師会）

福島県
- 猪苗代町
  - 猪苗代町立猪苗代病院（財団法人温知会）
- 三春町
  - 三春町立三春病院（公益財団法人星総合病院、2007年4月）

茨城県
- 小美玉市
  - 小美玉市医療センター（医療法人財団古宿会、2008年）
- 東海村
  - 村立東海病院（公益社団法人地域医療振興協会、2006年）

千葉県
- 柏市
  - 柏市立柏病院（公益財団法人柏市医療公社、2006年）
- 船橋市
  - 船橋市立リハビリテーション病院（医療法人社団輝生会、2006年3月）
- 銚子市
  - 銚子市立病院（一般財団法人銚子市医療公社、2010年5月）
- 鋸南町
  - 鋸南町国民健康保険鋸南病院（医療法人財団鋸南きさらぎ会、2008年4月1日）

東京都
- 台東区
  - 東京都台東区立台東病院（公益社団法人地域医療振興協会、2009年4月1日）

神奈川県
- 横浜市
  - 横浜市立みなと赤十字病院（中区）（日本赤十字社、2005年4月1日）
- 川崎市
  - 川崎市立多摩病院（多摩区）（学校法人聖マリアンナ医科大学、2006年2月1日）
- 横須賀市
  - 横須賀市立市民病院（公益社団法人地域医療振興協会、2011年4月）
  - 横須賀市立うわまち病院（公益社団法人地域医療振興協会）

新潟県
- 上越市
  - 上越地域医療センター病院（一般財団法人上越市地域医療機構）
- 魚沼市
  - 魚沼市立小出病院（一般財団法人魚沼市医療公社、2015年）
- 阿賀野市
  - あがの市民病院（新潟県厚生農業協同組合連合会）
- 湯沢町
  - 町立湯沢病院（湯沢町保健医療センター、公益社団法人地域医療振興協会）
- さくら福祉保健事務組合
  - 南部郷厚生病院（医療法人社団真仁会）

富山県
- 氷見市
  - 金沢医科大学氷見市民病院（学校法人金沢医科大学、2008年4月1日）

福井県
- 越前町
  - 越前町国民健康保険織田病院（公益社団法人地域医療振興協会）
- 公立丹南病院組合
  - 公立丹南病院（公益社団法人地域医療振興協会）

山梨県
- 上野原市
  - 上野原市立病院（公益社団法人地域医療振興協会、2008年10月）
- 甲州市
  - 甲州市立勝沼病院（公益財団法人山梨厚生会、2007年4月）
- 山梨市
  - 山梨市立牧丘病院（公益財団法人山梨厚生会、2006年4月）

岐阜県
- 多治見市
  - 多治見市民病院（社会医療法人厚生会、2010年4月）
- 恵那市
  - 市立恵那病院（公益社団法人地域医療振興協会）

静岡県
- 浜松市
  - 浜松医療センター（中央区）（公益財団法人浜松市医療公社、2006年4月）
  - 浜松市リハビリテーション病院（中央区）（社会福祉法人聖隷福祉事業団、2008年4月）
- 伊東市
  - 伊東市民病院（公益社団法人地域医療振興協会）
- 袋井市
  - 袋井市立聖隷袋井市民病院（社会福祉法人聖隷福祉事業団、2013年5月）- 旧袋井市民病院の施設活用。
- 榛原総合病院組合
  - 榛原総合病院（医療法人沖縄徳洲会）
- 一部事務組合下田メディカルセンター
  - 下田メディカルセンター（医療法人社団静岡メディカルアライアンス）

愛知県
- 名古屋市
  - 名古屋市総合リハビリテーションセンター附属病院（瑞穂区）（名古屋市総合リハビリテーション事業団）
- 東栄町
  - 東栄医療センター（社会医療法人財団せせらぎ会、2007年4月1日、2018年4月1日に再町営化）

滋賀県
- 東近江市
  - 東近江市立能登川病院（医療法人社団昴会、2015年4月1日）

京都府
- 綾部市
  - 綾部市立病院（公益財団法人綾部市医療公社）
- 精華町
  - 精華町国民健康保険病院（医療法人医仁会、2006年4月1日）

奈良県
- 奈良市
  - 市立奈良病院（公益社団法人地域医療振興協会）
- 生駒市
  - 生駒市立病院（医療法人徳洲会、2015年6月）

大阪府
- 富田林市
  - 大阪府済生会富田林病院（社会福祉法人恩賜財団済生会支部大阪府済生会）
- 和泉市
  - 和泉市立総合医療センター（医療法人徳洲会、2014年4月）
- 阪南市
  - 阪南市民病院（旧阪南市立病院、社会医療法人生長会、2011年4月1日）

島根県
- 津和野町
  - 津和野共存病院（医療法人橘井堂）

岡山県
- 岡山市
  - 国立病院機構岡山市立金川病院（北区）（独立行政法人国立病院機構）

広島県
- 広島市
  - 広島市医師会運営・安芸市民病院（安芸区）（一般社団法人広島市医師会、2006年4月1日）- もともと公設民営方式で運営しており、新たに指定管理者制度を導入したもの。
- 神石高原町
  - 神石高原町立病院（社会医療法人社団陽正会、2009年4月1日）

山口県
- 周南市
  - 周南市立新南陽市民病院（公益財団法人周南市医療公社）

香川県
- 三豊市
  - 三豊市立西香川病院（一般社団法人三豊・観音寺市医師会 ）

愛媛県
- 西条市
  - 西条市立周桑病院（医療法人専心会、2010年4月）
- 鬼北町
  - 鬼北町立北宇和病院（社会福祉法人旭川荘）

福岡県
- 北九州市
  - 北九州市立門司病院（門司区）（医療法人茜会、2009年4月）
- 飯塚市
  - 飯塚市立病院（公益社団法人地域医療振興協会）

長崎県
- 大村市
  - 市立大村市民病院（公益社団法人地域医療振興協会）
- 雲仙・南島原保健組合
  - 公立新小浜病院（医療法人社団苑田会、2011年4月）

宮崎県
- 宮崎市
  - 宮崎市立田野病院（国立大学法人宮崎大学、2015年4月）

鹿児島県
- 霧島市
  - 霧島市立医師会医療センター（公益社団法人姶良地区医師会）

沖縄県
- 沖縄県離島医療組合
  - 公立久米島病院（久米島町、公益社団法人地域医療振興協会）

## 地方独立行政法人に移行した病院一覧
（カッコ内は地方独立行政法人の名称、移行年月日）
秋田県
- 秋田市
  - 市立秋田総合病院（地方独立行政法人市立秋田総合病院、2014年4月1日）

栃木県
- 小山市
  - 新小山市民病院（旧小山市民病院、地方独立行政法人新小山市民病院、2013年4月3日）

茨城県
- 茨城県西部メディカルセンター（地方独立行政法人茨城県西部医療機構、旧筑西市民病院・旧県西総合病院、2018年10月1日）

千葉県
- 旭市
  - 総合病院国保旭中央病院（地方独立行政法人総合病院国保旭中央病院、2016年4月1日）
- 山武市
  - さんむ医療センター（地方独立行政法人さんむ医療センター、2010年4月）

長野県
- 長野市
  - 長野市民病院（地方独立行政法人長野市民病院、2016年4月1日）

静岡県
- 静岡市
  - 静岡市立静岡病院（葵区、地方独立行政法人静岡市立静岡病院、2016年4月1日）

愛知県
- 半田市
  - 知多半島総合医療センター（地方独立行政法人知多半島総合医療機構知多半島総合医療センター、旧半田市立半田病院、2025年4月）
- 常滑市
  - 知多半島りんくう病院（地方独立行政法人知多半島総合医療機構知多半島りんくう病院、旧常滑市民病院、2025年4月）

三重県
- 桑名市
  - 桑名市総合医療センター（地方独立行政法人桑名市総合医療センター、2009年10月1日）

滋賀県
- 大津市
  - 大津市民病院

京都府
- 京都市
  - 京都市立病院（中京区、地方独立行政法人京都市立病院機構、2011年4月1日）
  - 京都市立京北病院（右京区、地方独立行政法人京都市立病院機構、2011年4月1日）

大阪府
- 大阪市
  - 大阪市立総合医療センター（都島区）（地方独立行政法人大阪市民病院機構、2014年10月1日）
  - 大阪市立十三市民病院（淀川区）（地方独立行政法人大阪市民病院機構、2014年10月1日）
- 堺市
  - 堺市立総合医療センター（西区）（地方独立行政法人堺市立病院機構、2012年4月）
- 吹田市
  - 市立吹田市民病院（地方独立行政法人市立吹田市民病院、2014年4月1日）
- 泉佐野市
  - りんくう総合医療センター（地方独立行政法人りんくう医療センター、2011年4月1日）
- 東大阪市
  - 市立東大阪医療センター（地方独立行政法人市立東大阪医療センター、2016年10月1日）

兵庫県
- 神戸市
  - 神戸市立医療センター中央市民病院（中央区、地方独立行政法人神戸市民病院機構、2007年4月1日）
  - 神戸市立医療センター西市民病院（長田区、地方独立行政法人神戸市民病院機構、2007年4月1日）
  - 神戸市立西神戸医療センター（西区、地方独立行政法人神戸市民病院機構、2017年4月1日）
- 明石市
  - 明石市立市民病院（地方独立行政法人明石市立市民病院、2011年10月1日）
- 加古川市
  - 加古川中央市民病院（旧加古川西市民病院・旧加古川東市民病院、地方独立行政法人加古川市民病院機構、2011年4月1日）

岡山県
- 岡山市
  - 岡山市立市民病院（北区）（地方独立行政法人岡山市立総合医療センター、2014年4月1日）
  - 岡山市立せのお病院（南区）（地方独立行政法人岡山市立総合医療センター、2014年4月1日）

広島県
- 広島市
  - 広島市立広島市民病院（中区）（地方独立行政法人広島市立病院機構、2014年4月1日）
  - 広島市立リハビリテーション病院（安佐南区）（地方独立行政法人広島市立病院機構、2014年4月1日）
  - 広島市立舟入市民病院（中区）（旧広島市立舟入病院、地方独立行政法人広島市立病院機構、2014年4月1日）
  - 広島市立安佐市民病院（安佐北区）（地方独立行政法人広島市立病院機構、2014年4月1日）
- 府中市
  - 府中市立府中北市民病院（地方独立行政法人府中市病院機構、2012年4月1日）

山口県
- 下関市
  - 下関市立市民病院（旧下関市立中央病院、地方独立行政法人下関市立市民病院、2012年4月1日）

福岡県
- 福岡市
  - 福岡市民病院（博多区、地方独立行政法人福岡市立病院機構、2010年4月1日）
  - 福岡市立こども病院（中央区、地方独立行政法人福岡市立病院機構、2010年4月1日）
- 大牟田市
  - 大牟田市立病院（地方独立行政法人大牟田市立病院、2010年4月1日）
- 筑後市
  - 筑後市立病院（地方独立行政法人筑後市立病院、2011年4月1日）
- 芦屋町
  - 芦屋中央病院（旧町立芦屋中央病院、地方独立行政法人芦屋中央病院、2015年4月1日）
- 鞍手町
  - くらて病院（旧鞍手町立病院、地方独立行政法人くらて病院、2013年4月）
- 川崎町
  - 川崎町立病院（地方独立行政法人川崎町立病院、2011年）

長崎県
- 長崎市
  - 長崎みなとメディカルセンター（旧長崎市立市民病院・旧長崎市立病院成人病センター、地方独立行政法人長崎市立病院機構、2012年4月1日）
- 佐世保市
  - 佐世保市総合医療センター（地方独立行政法人佐世保市総合医療センター、2016年4月）
- 江迎町
  - 北松中央病院（地方独立行政法人北松中央病院、2005年4月1日）

熊本県
- 玉名市
  - 公立玉名中央病院（地方独立行政法人くまもと県北病院機構、2017年10月）→ くまもと県北病院（公立玉名中央病院、玉名地域保健医療センターが統合、地方独立行政法人くまもと県北病院、2021年3月）

沖縄県
- 那覇市
  - 那覇市立病院（地方独立行政法人那覇市立病院、2008年）